# Préfecture de Tanger-Assilah
La préfecture de Tanger-Assilah (Province de Tanger) (en arabe : إقليم طنجة أصيلة) est une subdivision à dominante urbaine de l'ancienne région marocaine de Tanger-Tétouan et depuis 2015 de la région de Tanger-Tétouan-Al Hoceïma.

## Géographie

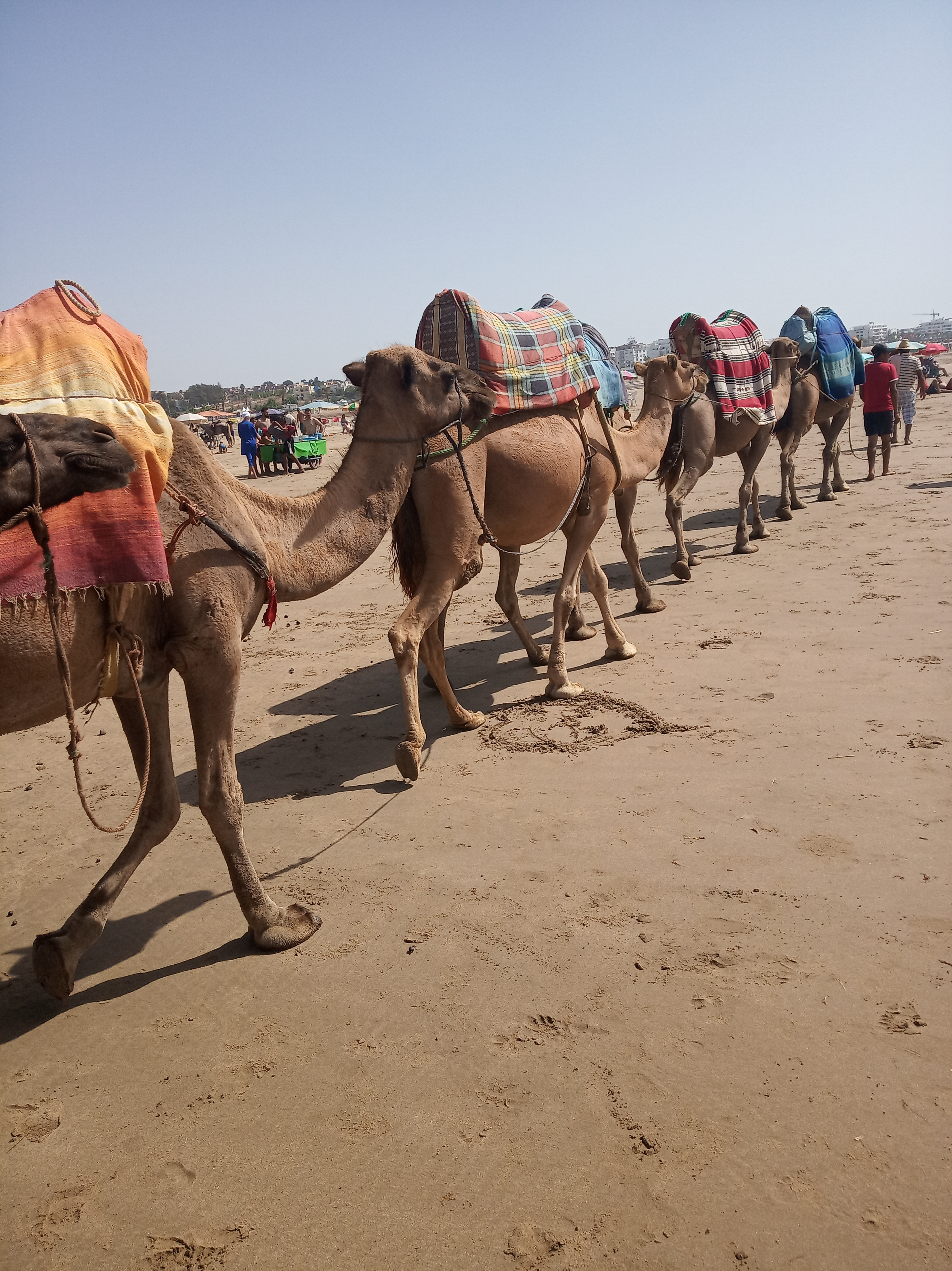
Transport à dos de chameau sur la plage près d'Assilah.

## Histoire
Le territoire de la préfecture de Tanger-Assilah fut le seul du Maroc à n'être ni sous Protectorat français au Maroc ou Espagnol, puisqu'elle constituait approximativement la Zone internationale de Tanger, qui exista de 1923 à 1956.

## Administration et politique

### Découpage territorial
Selon la liste des cercles, des caïdats et des communes de 2008, telle que modifiée en 2009, la préfecture de Tanger-Assilah est composée de douze communes, dont les trois communes urbaines – ou municipalités – de Tanger, d'Assilah et de Gueznaia. Les neuf autres sont des communes rurales, ainsi réparties par caïdat au sein du cercle d'Assilah :
- caïdat de Boukhalef : Hjar Ennhal ;
- caïdat de Dar Chaoui : Dar Chaoui et Al Manzla ;
- caïdat de Laaouama : Laaouama et Sebt Azzinate ;
- caïdat de Gharbia : Aquouass Briech et Had Al Gharbia ;
- caïdat de Sidi Lyamani : Sahel Chamali et Sidi Lyamani.

Quatre de ses localités sont considérées comme des villes : les municipalités de Tanger, et d'Assilah, et les centres urbains des communes rurales de Dar Chaoui, et de Sidi Lyamani.
La commune urbaine de Tanger est divisée en quatre arrondissements : Bni Makada, Charf-Mghogha, Charf-Souani et Tanger-Médina.

## Démographie
La population de la préfecture de Tanger-Assilah est passée, de 1994 à 2004, de 591 858 à 762 583 habitants. 
| Municipalités                  | 1994    | 2004    | Taux d'accroissement |
| ------------------------------ | ------- | ------- | -------------------- |
| Tanger                         | 494 234 | 669 685 | 35,5 %               |
| Assilah                        | 24 588  | 28 217  | 14,7 %               |
| Gueznaia                       | 1 967   | 3 187   | 62 %                 |
| Données issues de recensements |         |         |                      |